# SECLI
Le Secrétariat des Éditeurs pour la Liturgie (SECLI) est un GIE qui regroupe la plupart des éditeurs de textes et de musique pour la liturgie ecclésiastique. Il a été créé en 1991 avec l'accord de la Réunion des Évêques de France ; le secrétariat général de l'épiscopat y est représenté. Parmi les éditeurs participants : Le Seuil, Schola Cantorum, Groupe Bayard, Fleurus, Mame, Le Cerf, les Éditions de l'Emmanuel.
Au delà d'être un simple dépositaire de droits d'auteur, le SECLI a une politique de formation de nouveaux auteurs et de nouveaux compositeurs de musique liturgique grâce, entre autres à des rencontres annuelles depuis 2005. Il édite également des manuels de recommandations à l'usage des auteurs et compositeurs qui envisagent de se mettre au service de la liturgie.
Le SECLI a créé une codification des chants et textes religieux, largement utilisée, qui permet d'évaluer exactement la nature d'un chant ou d'un texte et son usage dans le rituel.